# دارامسالا
دارامسالا هي المقر الرئيسي لمقاطعة كانجرا وكانت تعرف في السابق بباجسو وهي مقر الدالاي لاما والإدارة المركزية للتبت (حكومة التبت في المنفى). تم اختيار دارامسالا لتكون واحدة من مئات المدن الهندية التي سيتم تطويرها كمدينة ذكية .

## المناخ
يظهر الجدول التالي التغييرات المناخية على مدار السنة لدارامسالا:
| البيانات المناخية لـدارامسالا                                            | البيانات المناخية لـدارامسالا | البيانات المناخية لـدارامسالا | البيانات المناخية لـدارامسالا | البيانات المناخية لـدارامسالا | البيانات المناخية لـدارامسالا | البيانات المناخية لـدارامسالا | البيانات المناخية لـدارامسالا | البيانات المناخية لـدارامسالا | البيانات المناخية لـدارامسالا | البيانات المناخية لـدارامسالا | البيانات المناخية لـدارامسالا | البيانات المناخية لـدارامسالا | البيانات المناخية لـدارامسالا |
| الشهر                                                                    | يناير                         | فبراير                        | مارس                          | أبريل                         | مايو                          | يونيو                         | يوليو                         | أغسطس                         | سبتمبر                        | أكتوبر                        | نوفمبر                        | ديسمبر                        | المعدل السنوي                 |
| ------------------------------------------------------------------------ | ----------------------------- | ----------------------------- | ----------------------------- | ----------------------------- | ----------------------------- | ----------------------------- | ----------------------------- | ----------------------------- | ----------------------------- | ----------------------------- | ----------------------------- | ----------------------------- | ----------------------------- |
| الدرجة القصوى °م (°ف)                                                    | 24.7 (76.5)                   | 28.0 (82.4)                   | 31.6 (88.9)                   | 35.6 (96.1)                   | 38.6 (101.5)                  | 38.6 (101.5)                  | 42.7 (108.9)                  | 37.8 (100.0)                  | 34.8 (94.6)                   | 34.6 (94.3)                   | 26.6 (79.9)                   | 27.2 (81.0)                   | 42.7 (108.9)                  |
| متوسط درجة الحرارة الكبرى °م (°ف)                                        | 14.5 (58.1)                   | 16.6 (61.9)                   | 21.1 (70.0)                   | 26.2 (79.2)                   | 30.5 (86.9)                   | 31.4 (88.5)                   | 27.2 (81.0)                   | 26.3 (79.3)                   | 26.3 (79.3)                   | 24.8 (76.6)                   | 20.7 (69.3)                   | 16.7 (62.1)                   | 23.5 (74.3)                   |
| المتوسط اليومي °م (°ف)                                                   | 10.2 (50.4)                   | 12.2 (54.0)                   | 16.5 (61.7)                   | 21.3 (70.3)                   | 25.3 (77.5)                   | 26.6 (79.9)                   | 24.0 (75.2)                   | 23.3 (73.9)                   | 22.5 (72.5)                   | 20.1 (68.2)                   | 15.7 (60.3)                   | 12.1 (53.8)                   | 19.2 (66.6)                   |
| متوسط درجة الحرارة الصغرى °م (°ف)                                        | 5.8 (42.4)                    | 7.7 (45.9)                    | 11.8 (53.2)                   | 16.3 (61.3)                   | 20.1 (68.2)                   | 21.8 (71.2)                   | 20.7 (69.3)                   | 20.2 (68.4)                   | 18.7 (65.7)                   | 15.3 (59.5)                   | 10.7 (51.3)                   | 7.4 (45.3)                    | 14.7 (58.5)                   |
| أدنى درجة حرارة °م (°ف)                                                  | −1.9 (28.6)                   | −1.6 (29.1)                   | 2.4 (36.3)                    | 7.3 (45.1)                    | 8.8 (47.8)                    | 12.8 (55.0)                   | 15.1 (59.2)                   | 14.1 (57.4)                   | 11.2 (52.2)                   | 8.0 (46.4)                    | 4.8 (40.6)                    | −1.0 (30.2)                   | −1.9 (28.6)                   |
| الهطول مم (إنش)                                                          | 114.5 (4.51)                  | 100.7 (3.96)                  | 98.8 (3.89)                   | 48.6 (1.91)                   | 59.1 (2.33)                   | 202.7 (7.98)                  | 959.7 (37.78)                 | 909.2 (35.80)                 | 404.8 (15.94)                 | 66.3 (2.61)                   | 16.7 (0.66)                   | 54.0 (2.13)                   | 3٬054٫4 (120.25)              |
| متوسط الأيام الممطرة                                                     | 6.1                           | 5.4                           | 5.8                           | 4.0                           | 4.6                           | 9.3                           | 22.0                          | 22.2                          | 12.8                          | 3.1                           | 1.2                           | 2.9                           | 99.4                          |
| المصدر: India Meteorological Department (record high and low up to 2010) |                               |                               |                               |                               |                               |                               |                               |                               |                               |                               |                               |                               |                               |

## معرض صور

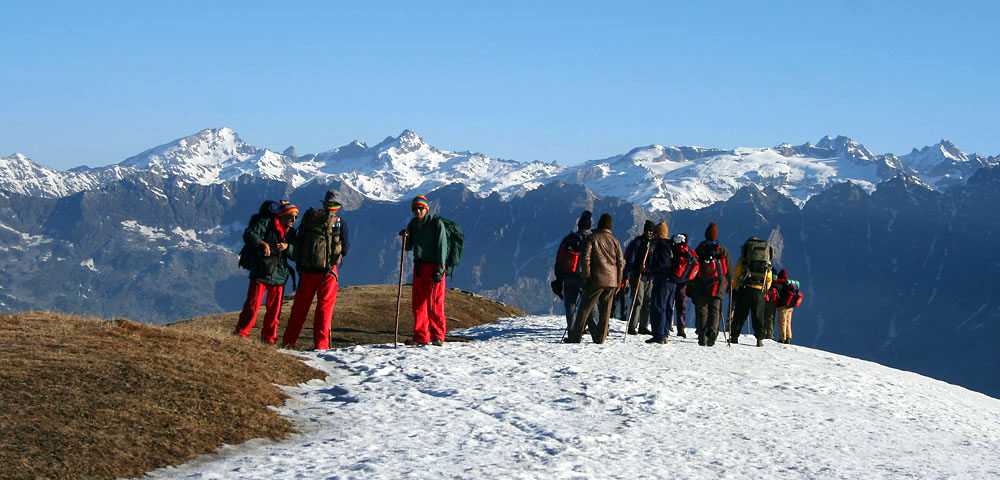
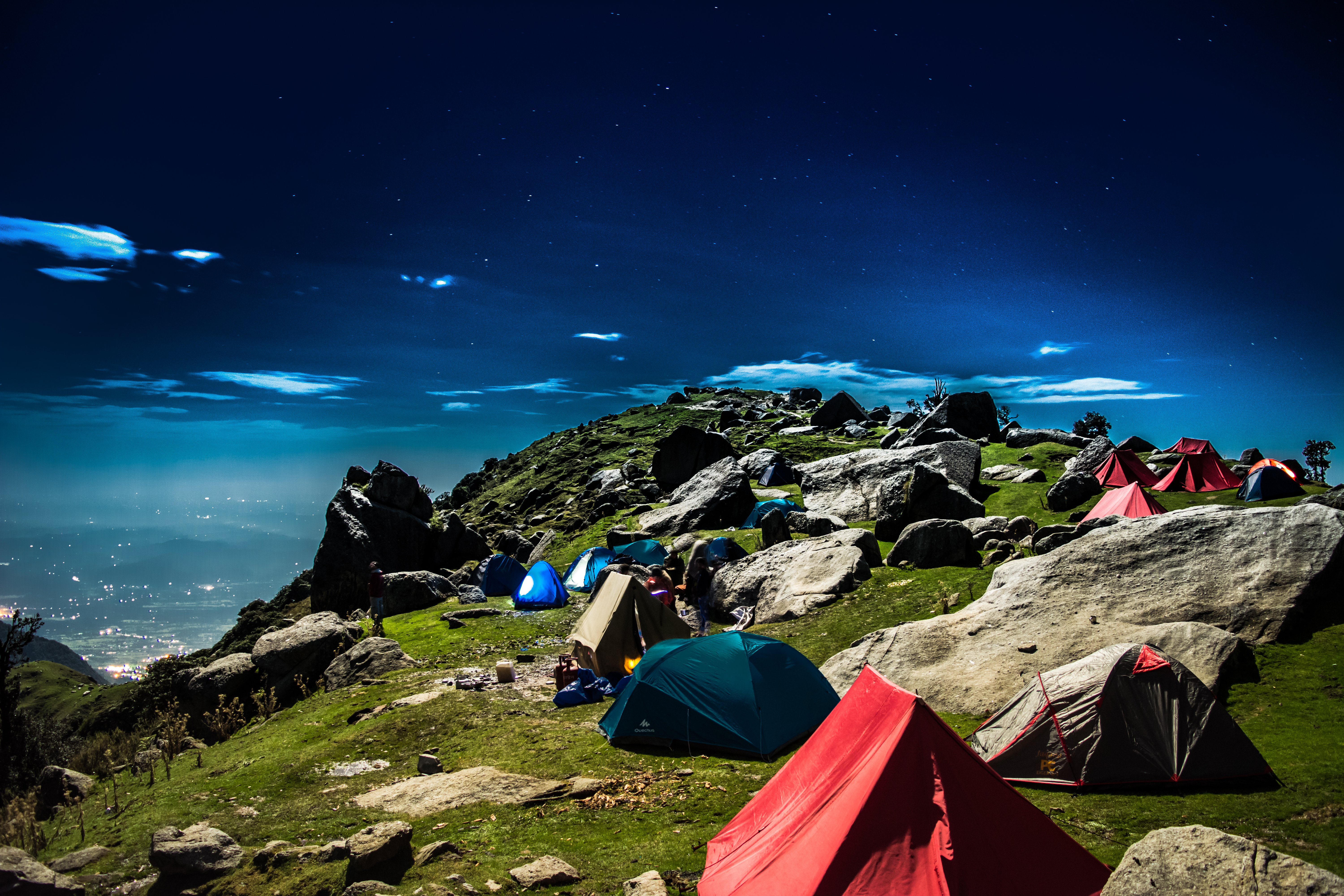
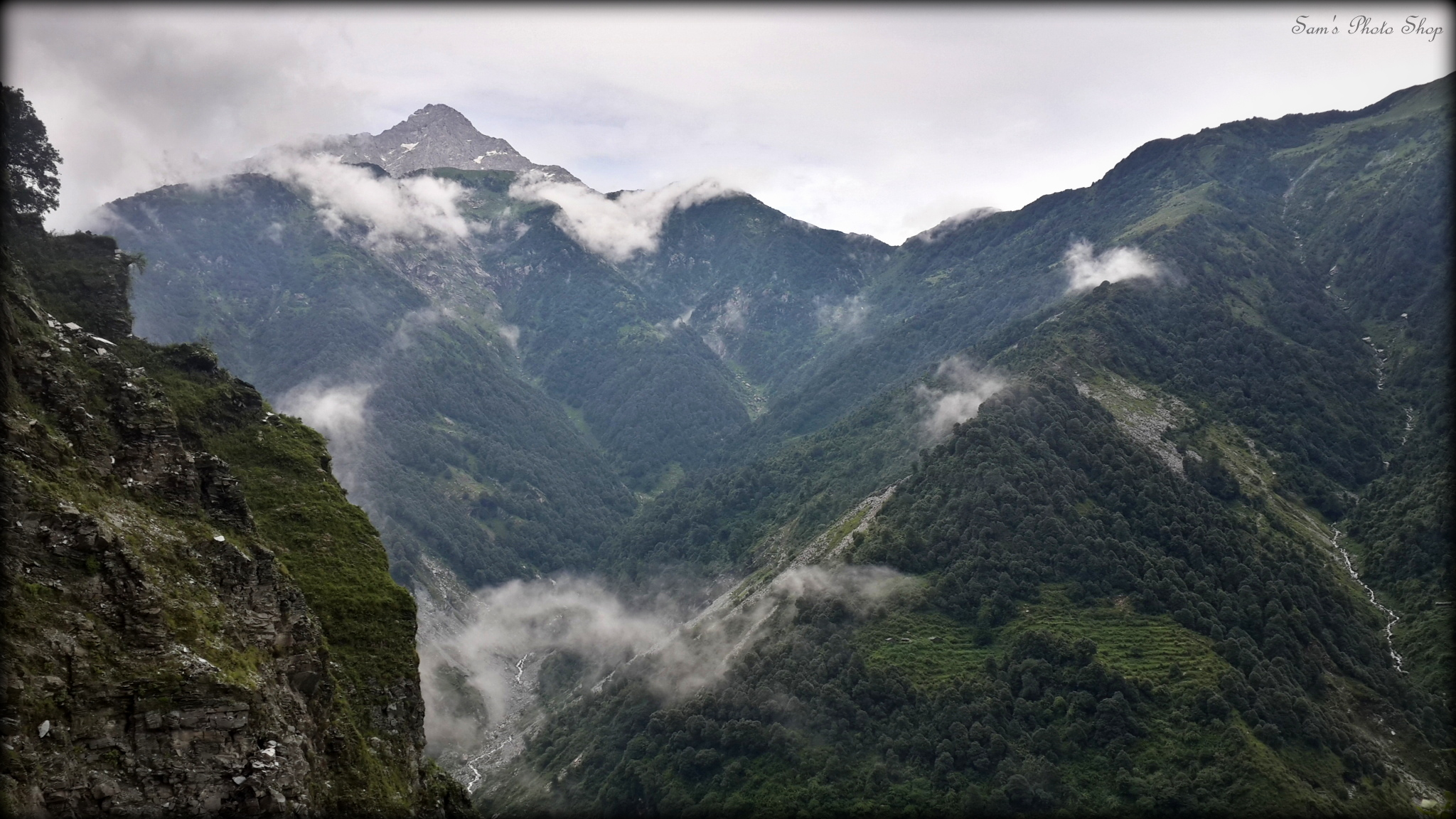

## أعلام
- أناند موهان